# Anna Konkina
Anna Fiodorovna Konkina (em russo: Анна Фёдоровна Конкина) (Kirillovka, Penza, Rússia, União Soviética; 14 de julho de 1947) é uma ex ciclista russa que competiu pela União Soviética. Ganhou duas medalhas de ouro nos Campeonatos Mundiais de Ciclismo em Estrada.

## Biografia
Desenvolveu a sua carreira no Dynamo de Leningrado. Foi campeã da União Soviética em pista, na modalidade de perseguição (3 km), em 1968, 1970 e 1971. No Campeonato Mundial de Ciclismo em Estrada conseguiu quatro medalhas, duas das quais de ouro, em 1970 e 1971, na prova de fundo em estrada.
A partir de 1973 começou a exercer a docência na Universidade Estatal de Engenheiros de Caminhos de San Petersburgo.

## Medalheiro internacional
| Campeonato Mundial | Campeonato Mundial | Campeonato Mundial | Campeonato Mundial |
| Ano                | Lugar              | Medalha            | Competição         |
| ------------------ | ------------------ | ------------------ | ------------------ |
| 1967               | Heerlen            | Medalha de bronze  | Estrada elite      |
| 1970               | Leicester          | Medalha de ouro    | Estrada elite      |
| 1971               | Mendrisio          | Medalha de ouro    | Estrada elite      |
| 1972               | Gap                | Medalha de bronze  | Estrada elite      |

## Prêmios e reconhecimentos
- Mestre Honorário do Desporto da URSS